# Valea Măgurei, Argeș
Valea Măgurei este un sat în comuna Cepari din județul Argeș, Muntenia, România.